# سارة جيلبرت
إسمها الحقيقي سارة ريبيكا أبيليس (بالإنجليزية: Sara Rebecca Abeles)‏ وإسمها الفني المعروف هو سارا جلبرت هي ممثلة أمريكية ولدت في يوم 29 يناير 1975 في سانتا مونيكا، كاليفورنيا في الولايات المتحدة، بدأت مسيرتها الفنية عام 1984، وقد إشتهرت بعد تمثيلها دور دارلين كانر في مسلسل السيتكوم الأمريكي روزان من سنة 1988 إلى سنة 1997، وقد ترشحت مرتين لنيل جائزة غرامي. مثلت جلبرت أيضاً في مسلسل نظرية الانفجار العظيم الذي عرض على قناة سي بي إس حيث مثلت دور ليزلي ونكل في المسلسل.

## النشأة والدراسة
ولدت جلبرت لعائلة من أبوين يهوديين في سانتا مونيكا في كاليفورنيا، جلبرت لها أربعة أخوان أكبر منها ولها اثنان من ناحية أمها وهم الممثلة ميليسا جيلبرت وجوناثان جيلبرت حيث أخذت سارة اسم عائلتهم من والديهما أول زوج لوالدة سارة، لها أيضاً أخوين من ناحية والدها وهم باتريس وجوزيف. تلقت سارة تعليمها في جامعة ييل حيث تخرجت منها في سنة 1997 باختصاص فنون التصوير الفوتوغرافي.

## التلفاز
منذ عُمر ال6 سنوات قررت سارا جلبرت خوض تجربة التمثيل حيث أرادت أن تصبح مشهودة مثل شقيقتها ميليسا جيلبرت التي أصبح إسمها محفور في ممر الشهرة في هوليوود، بدأت ساره بالتمثيل في الأفلام التلفزيونية، بعد ذلك أثناء صغرها مثلت دور دارلين كنر في مسلسل روزان واستمرت بالتمثل فيه لتسع سنوات (1988-1997) أثناء ذلك بدأت دراستها في جامعة ييل في حين كانت تسكن في نيويورك. مثلت سارا أيضاً في مسلسل ذا سيمبسونز و24 وويل وغريس والقانون والنظام: الوحدة الخاصة للضحايا وممارسة سرية، كما مثلت دور الطالبة جين فيغلر في مسلسل إي آر. مثلت سارة أيضاً في مسلسل الصف ومسلسل التوأم. من سنة 2007 لحد سنة 2010 مثلت سارة في مسلسل نظرية الانفجار العظيم والذي قامت فيه بدور العالمة ليزلي ونكل صديقة للعالم ليونارد هوفستاتر والذي قام جوني غاليكي بتأدية دوره، حيث فيما بعد بحب هوارد وولويتز والذي قام الممثل سيمون هيلبيرغ بأداء دوره. في سنة 2011 بدأت سارة بتجربتها في المونتاج حيث أصبحت مساعدة منتج برنامج ذي تاك، نالت بعدها جائزة إيمي برايم تايم.

## الأفلام
على صعيد الأفلام مثلت ساره في فيلم لبلاب سام في سنة 1992 مع درو باريمور وتوم سكيريت، وفي سنة 2001 مثلت في مسلسل قيادة السيارات مع الشبان، وفي سنة 1999 مثلت في فيلم لايت إت أب وفي سنة مثلت في مسلسل الإخلاص العالي.

## الحياة الشخصية
في المراهقة وأثناء تمثيلها في مسلسل روزان سبق لسارة مواعدة زميلها في المسلسل جوني غاليكي وبقيا مع بعض إلى أن أعلنت عن ميولها السحاقية له، إلا أنها بقيوا أصدقاء قريبين رغم ذلك. في 2001 بدأت ساره بمواعدة المنتجة أليسون أدلر وإمتلكا طفلين وهما ليفي هانك ولدت في سنة 2004 من أدلر وسوير جين ولدت من جلبرت في سنة 2007، لم تعلن ساره عن حياتها الشخصية وأنها سحاقية الميول حتى سنة 2010، وفي سنة 2011 إنفصلت سارة عن أدلر وقررت مشاركة تربية الطفلين معها. بعد ذلك بدأت بعلاقة أخرى مع كاتبة الأغاني والمنتجة ليندا بيري والتي كانت في السابق عضوة في فرقة فور نون بلودس، في أبريل 2013 أعلنا عن خطوبتيهما وتزوجا في يوم 30 مارس 2014، وولدت معها رودس إيميليو في فبراير 2015.

## الأعمال
- صحراء زرقاء
- قوانين الجاذبية
- روزان
- نظرية الانفجار العظيم
- إي آر
- ذا سيمبسونز
- 24
- ذي تاك
- سوبرغيرل

## وصلات خارجية
- سارة جيلبرت على موقع IMDb (الإنجليزية)
- سارة جيلبرت على موقع ألو سيني (الفرنسية)
- سارة جيلبرت على موقع ميوزك برينز (الإنجليزية)
- سارة جيلبرت على موقع تيرنر كلاسيك موفيز (الإنجليزية)
- سارة جيلبرت على موقع أول موفي (الإنجليزية)
- سارة جيلبرت على موقع قاعدة بيانات الأفلام السويدية (السويدية)
- سارة جيلبرت على موقع إن إن دي بي (الإنجليزية)
- سارة جيلبرت على موقع قاعدة بيانات الفيلم (الإنجليزية)
- سارة جيلبرت على موقع كينوبويسك (الروسية)

- ساره جلبرت على قاعدة بيانات الأفلام على الإنترنت